# Taquaruçu
Taquaruçu (Chusquea gaudichaudii) é uma planta da família das gramíneas, nativa do Brasil, do estado de São Paulo ao estado do Rio Grande do Sul. De colmo arborescente, é utilizada para ripas, papel e obras trançadas, folhas lanceoladas e panículas compostas. Também é chamada de bambu-gigante, bambu-trepador e taquara-brava.